# 구도 노리오
구도 노리오(工藤 紀夫 1940년 8월 2일 ~ )은 일본기원 도쿄본원 소속의 프로 바둑 기사이다.

## 생애 및 바둑 입문
구도 노리오는 1940년 8월 2일 일본 아오모리현 히로사키시 출생에서 태어나 1955년에 입단해 1976년에 9단으로 승단했다. 주요 성적은 8단 시절인 1970년 제2기 신예 토너먼트 대회 준우승을 시작으로 1975년 9단으로 승단 후 1977년 제25기 일본 왕좌전에서 당시 조치훈을 꺾고 생애 첫 우승을 했다. 1985년 제10기 일본 작은기성전에서 당시 오타케 히데오에게 준우승하고 1997년 제23기 일본 천원전에서 류시훈을 꺾고 우승해 노익장을 과시했다. 그러나 1998년과 1999년에 제24기,25기 천원전에서 고바야시 고이치에게 연속 2위를 기록했다. 그 이후에도 일본기원 부이사장과 일본기원 이사장 직무대행을 역임했다.